# Nicolas Picard-Dreyfuss
Nicolas Picard-Dreyfuss, connu aussi sous le nom de Nicolas Picard, est un réalisateur et scénariste français.

## Filmographie

### Cinéma
Nicolas Picard-Dreyfuss a participé aux films suivants en tant que directeur de production :
- 2004 : Alex de José Alcala
- 2006 : Transe de Teresa Villaverde
- 2006 : Quelques jours en Septembre de Santiago Amigorena
- 2008 : Le Tueur de Cédric Anger
- 2008 : Cendres et Sang de Fanny Ardant
- 2011 : Poupoupidou de Gérald Hustache-Mathieu
- 2015 : L'Astragale de Brigitte Sy

### Télévision

#### Téléfilms
- 2002 : La Victoire des vaincus, réalisateur et scénariste
- 2008 : Drôle de Noël, réalisateur et scénariste
- 2009 : Nicolas Le Floch : Le Fantôme de la Rue Royale
- 2009 : Nicolas Le Floch : L’Affaire Nicolas Le Floch
- 2010 : Nicolas Le Floch : La larme de Varsovie
- 2010 : Nicolas Le Floch : Le grand veneur
- 2012 : Nicolas Le Floch : Le dîner de gueux
- 2012 : Nicolas Le Floch : Le crime de la rue des Francs-Bourgeois
- 2015 : Les Années perdues, d'après le roman de Mary Higgins Clark[2]
- 2022 : Crime à Ramatuelle

#### Séries télévisées
- 2008 : SOS 18, 6 épisodes de la saison 5[1]
- 2013 : Candice Renoir, réalisateur avec Christophe Douchand
- 2014 : Nina, épisodes 1, 2, 3 et 4[3]
- 2014 : Candice Renoir, épisodes 1, 2 et 4[4]
- 2015 : Candice Renoir, épisodes 5, 6 et 7[5]
- 2017 : Les Petits Meurtres d'Agatha Christie, saison 2, épisodes 19, 21, 25, 26 et 27.
- 2020 : Les Petits Meurtres d'Agatha Christie, saison 3, épisodes 1, 2, 5 et 6.
- 2022 : Les Pennac(s), épisodes 1, 2, 3.